# Vernon Court
Vernon Court es una mansión renacentista estadounidense diseñada por los arquitectos Carrère y Hastings. Está ubicado en 492 Bellevue Avenue, Newport, en el estado de Rhode Island (Estados Unidos). El diseño se basa libremente en el de una mansión francesa del siglo XVIII, el Castillo de Haroué.

## Historia
Vernon Court se construyó en 1900 para ser utilizada como cabaña de verano para la viuda de Richard Augustine Gambrill, un abogado de Nueva York, Anna Van Nest Gambrill. Además de la fortuna de su esposo, Gambrill había heredado una suma sustancial de su padre, Alexander T. Van Nest, un magnate de los ferrocarriles. La hermana de Gambrill, Jane y su cuñado, Giraud Foster, habían encargado a Carrère y Hastings un año antes para diseñar su propiedad cerca de Lenox, Bellefontaine (una de las Berkshire Cottages).
Aunque Carrère y Hastings generalmente consideraban los jardines y la arquitectura juntos como un conjunto, Gambrill contrató a sus floristas, la firma de Wadley & Smythe, como arquitectos paisajistas para la propiedad. Basaron su diseño para el jardín principal en el Pond Garden en Hampton Court Palace. En 1904, fue considerada una de "las diez mansiones más hermosas de América".
La propiedad permaneció en la familia Gambrill hasta 1956, cuando fue subastada. Desde 1963 hasta su cierre en 1972, sirvió como edificio administrativo de Vernon Court Junior College, una escuela para niñas. Durante las siguientes dos décadas y media pasó por varios propietarios diferentes.

## Hoy

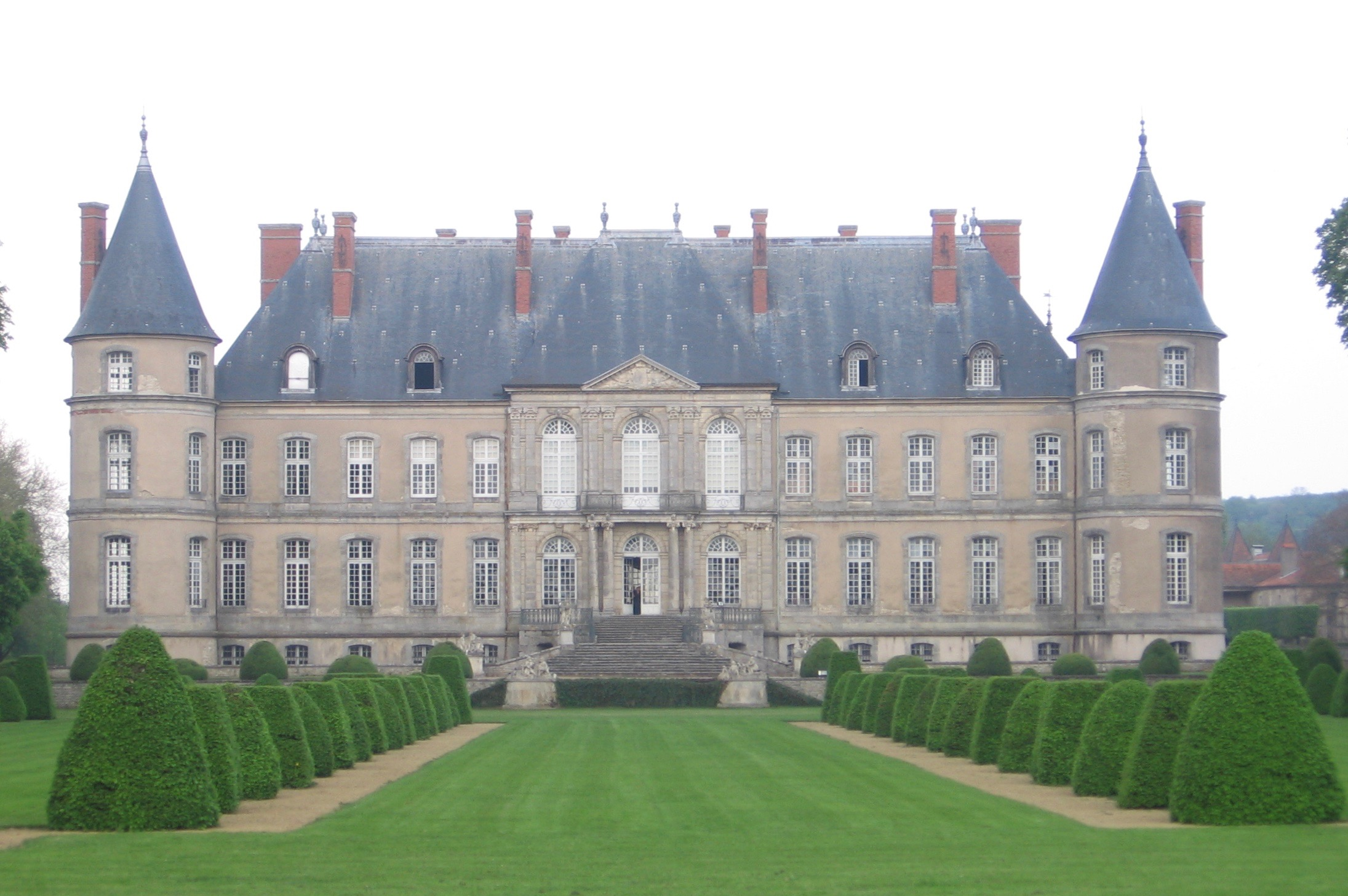
Castillo de Haroué

En 1998, Vernon Court fue adquirida por Laurence y Judy Cutler, fundadores del Museo Nacional de Ilustración Estadounidense. La mansión alberga actualmente las colecciones de ilustración estadounidense del museo; ya que la arquitectura de la Gilded Age es contemporánea con el tema de la "Edad Dorada de la Ilustración Estadounidense" en el que se centra la colección. El edificio es una propiedad importante que contribuye al Registro Nacional de Lugares Históricos que figura en el Distrito Histórico de Bellevue Avenue que se agregó al Registro el 8 de diciembre de 1972.